# 刻命館
『刻命館』（こくめいかん）は、1996年7月26日にテクモから発売されたPlayStation用シミュレーションゲーム。
続編として、本作のトラップを仕掛けるシステムのみを継承発展させた『影牢 〜刻命館 真章〜』『蒼魔灯』『影牢II -Dark illusion-』『影牢 〜ダークサイド プリンセス〜』『影牢 〜もう一人のプリンセス〜』 があり、これらの作品を「刻命館シリーズ」「トラップシリーズ」と呼ぶ事がある。
2008年11月26日よりゲームアーカイブスにて配信された。

## 概要
本作は「刻命館」という館の中で、「人間狩り」と称して侵入者達を捕獲または殺害していく。一人称視点で展開していき主人公自身は攻撃手段を持たないが、あらかじめ部屋にトラップを仕掛け、それに侵入者たちをおびき寄せて倒すという独自のゲームシステムを持つ。本作品にはマルチエンディングが採用されており、選択肢や行動によってエンディングが変化する仕組みになっている。売上本数は約13万本。

## ストーリー
主人公はゼメキア王国の第一王子。
婚礼の儀を執り行うため、婚約者である隣国エンゼリオ帝国の王女フィアナを自国へ連れ帰り、謁見の間で父である国王ゼメリスに帰還の報告を行う最中、主人公の目の前で国王が何者かによって暗殺されてしまう。主人公は父殺しの濡れ衣を着せられ、実弟である第二王子ユリアスの命令により火刑に処されることとなってしまう。主人公は火刑台の上で炎に包まれながら、天に向かって最期の呪いの言葉を叫んだ。
「神よ!いや、悪魔でもいい、誰か私に力を!私を陥れた者たちに復讐する力を!」
その刹那、雷が轟き、火刑台に稲妻が直撃。主人公の姿は跡形も無く消え去っていた。
気づくと、主人公は暗い森の中にいた。「刻命館へ向かいなさい」という悪魔（アスタルテ）のささやきを聞き、刻命館へと向かう。そこで現在の館の主（アルデバラン）を殺害し、自らが館の主となる。刻命館には「魔神」が封印されており、魔神を復活させた者の望みは、どのようなものであれ叶えられるという。魔神を復活させるには「人間の魂」が必要であり、主人公は「復讐」の為、魔神の復活をめざし人間狩りを開始する…。

## 主な登場人物
主人公（デフォルト名は無し、ゲーム開始時にユーザーが設定）
本作の主人公。ゼメキア王国の第一王子。結婚を機に父から王位を譲り受ける予定であったが、ユリアスとザムールの策略により父殺しの濡れ衣を着せられ処刑される。しかし謎の力で刻命館へ飛ばされ、以後刻命館の主となり人間狩りを行う。
いわゆる無口な主人公であり、ゲーム内では台詞を喋らない。また、ゲーム画面が1人称視点である為、主人公の姿を確認する事も出来ない（ただし、一部のエンディングでは顔が映らない形で主人公の姿が描かれている物がある）。この為、主人公の性格付けは完全にユーザー次第となる。人間らしさを失わない心優しい悲劇の主人公として通すのもよし、魔神と結託して復讐心に燃えてもよし、そして欲望に溺れた末路を辿るもどのようなタイプの主人公として行動するかは全てユーザーに任されている。
アスタルテ
使い魔。封印された魔神が自らの代弁者として、そして己の復活の為にこの世で暗躍させる存在。感情の起伏は殆ど無く、青い肌と不死の身体を持つ女性。刻命館の主となった主人公に「人間狩り」の手管を教え、解説者としても度々主人公の前に現れ手助けをする。しかし彼女の行動原理は全て己の仕える魔神復活の為であり、目的の為なら一切の手段を選ばない非情さと冷酷さも併せ持つ。魔神の庇護を受け不老不死である使い魔を通常の方法で亡き者にすることは不可能であり、ある特殊な方法でなければ倒すことはできない。彼女の出生や魔神との繋がりの多くは謎に包まれている。
（※オマケとして、サウンドテストモードで本編で没になった使い魔イヴというキャラクターを見る事が出来る）
フィアナ
エンゼリオ帝国の王女。主人公である第一王子の婚約者であり主人公を慕っていたが、主人公の処刑後は第二王子ユリアスに結婚を強要され幽閉される。その後侍女より主人公が刻命館にいるという噂を聞きつけ、危険を承知で刻命館へとやってくる。ストーリー中盤でフィアナを連れ戻す為の刺客を送り込まれ、この際の主人公の行動により殺害され死亡してしまう場合と最後まで生存する場合とがあり、彼女の生死はエンディングの分岐に影響を及ぼす。
死亡した場合、彼女を魔姫として復活させる（遺体をモンスターとして利用する）か否かの選択が発生するが、最終的にはどちらを選んでも魔姫として復活させる事になる。こちらの選択はエンディングの分岐には影響しない。
ユリアス
ゼメキア王国の第二王子。主人公の実弟で元々の兄弟仲は良かったが、ザムールに唆され主人公を罠に嵌め処刑後、自らが国王となり圧政を敷く。密かに兄の婚約者であるフィアナに恋心を抱いており、その思いはシナリオ分岐に於いてモンスター化したフィアナを彼に対峙させると冷徹さを失い、主人公に呪詛の言葉を吐き半狂乱となる台詞が見られる程。その脆い心の隙間を見透かしたザムールは彼を言葉巧みに利用し、一連の陰謀に巻き込んだ。死の間際にザムールの仕掛けた罠に気付き、主人公である兄に自らの犯した罪の懺悔と魔神復活の阻止を嘆願しつつ絶命した。
ザムール
ゼメキア王国の大魔導士。表向きはゼメキア国王の信頼も厚い大魔導士だが、影で王子二人を陥れ、自分の野望を達成するために魔神の力を利用しようと画策する。使い魔アスタルテは自分が創りだした虚構の存在だとして主人公に付き添う彼女を操る素振りを見せたが、主人公に倒された挙句に最後はアスタルテによって消滅させられた。真相は全く逆であり、アスタルテがザムールを復活に必要な手駒の一人として扱う為、魔神の力に惹かれ歪んだ野望を持つ彼を用済みになるまで都合良く操っていただけであった。
アルデバラン
刻命館の前主である契約者。特徴的な鉄仮面で素顔を覆った快楽殺人者で館に入った主人公も亡き者にしようとするが、アスタルテにとって彼は主人公を契約者として迎え入れるまでの繋ぎ程度の存在だった様である。彼女の手で早々に主人公にトラップ能力を委譲させられて倒された。なお、彼が付けていた鉄仮面は続編である『影牢』のトラップアイテムとして蘇る。
古の勇者（主人公と同名）
500年前に「勇者の剣」によって魔神を刻命館に封印した六人の勇者達のリーダー。終盤時の砂（刻を一定時間遡れるアイテム）を手に入れる事で逢う事が可能となる。その正体は主人公と同名の遠い先祖であった。主人公の行動内容により敵にも味方にもなり、フィアナの生死と共にエンディングの分岐に影響する。
過去の世界で彼に魔神封印の協力を求める選択をした場合、アスタルテに対抗する為の結界を彼から託される形で入手する。この後、主人公をこっそり尾行し、最終話で主人公が先の選択を翻意して魔神復活を選択した場合は改めて敵対する事になる。一方、過去の世界で魔神復活を選択して敵対し、彼を過去の世界で殺害してもドロップアイテムとして結界が手に入るが、この場合は結界が何の為のアイテムなのか説明されない。また、こちらのルートでも最終話で先の選択を翻意して魔神封印を選択しアスタルテと敵対する事は可能である。

## システム
後の作品に受け継がれていない独自のシステムが多いのが特徴。トラップは捕獲、ダメージ、混乱の3つに分類され、それぞれ特有の効果がある。捕獲はその名の通り、侵入者を捕獲する際に利用する。捕獲の際は持続時間と脱出ゲージが表示され、時間内にゲージをなくすことができれば晴れて成功となる。ただし、現在HPの高い侵入者ほどゲージが長く捕獲しづらくなる。そんな時に活用するのがダメージトラップ。侵入者に直接ダメージを与えることでHPを減らし捕獲率を高めるほか、そのまま殺害してしまうこともできる（捕獲は失敗となる）。混乱は、侵入者をあの手この手で弱らせることでトラップの成功率を高めるために利用する。ダメージを与えたり捕獲したりすることはできない。
トラップ利用の際はMPを消費する。MPは人間を捕獲し魂を魔神に捧げることで回復できるほか、アイテムによる回復も可。ダメージトラップで殺害、もしくは捕獲し殺害を選んだ場合はMPの代わりにWarlが得られる。仕掛ける際にはテリトリーが表示され、トラップ同士が極端に隣接して仕掛けられないようになっている。このテリトリーは強力なトラップになるほど広くなり、その分仕掛けられる総数も少なくなってしまう。
敵である侵入者には、簡単な紹介としてプロフィールが設定されており、性格や目的、置かれている立場が分かる。
その他に一部に限り何らかの特殊行動を起こす者も居る（例：館内の施錠扉を解除）。イベントシーンでそのヒントが得られる事もあるが初見では分からない事の方が多い。

### レベル
主人公にレベルが存在し、防御力や回復力、熟練度が上昇するほか、新たにトラップやモンスターを操れるようになる。回復力以外の各種ステータスはアイテムによるドーピングも可能だが、いずれも非売品のため入手は困難。なお、回復力はベッドルームで休んだ時の回復スピード、熟練度は各種トラップの成功率に関わっている。

### アイテム
薬草や毒消しなどのアイテムを商人から購入することができる。その他、売却用の換金アイテムやモンスター召喚に必要なアイテム、売買ができない重要アイテムもある。商人は本編中に登場する者のほか、人間狩りで呼び出しても可。

### 館の増改築
新たに部屋や廊下を増築することができる。ただし基本構造は変更できない。趣味を反映させた自分だけの館に作り変えるためのものと考えて良いが、特定の場所に決まった増設をすることでアイテムが落ちている事がある。増築の際はWarlが必要となるが、撤去の際は何も必要ない。ある魔導器を入手することで、増築できる部屋の種類が増える。

### 仮面
ゲーム序盤で手に入れることのできる5つの仮面。それぞれ異なった声を発し、侵入者を遠ざけたり、逆におびき寄せたりすることができる。使用の際にはMPを消費する。

### モンスター合成
後の作品と最も対照的であり、刻命館の象徴とも言えるシステム。モンスターを召喚し、侵入者に攻撃を加えたり混乱させたりできる。モンスターの素材には捕らえた侵入者を使う。その組み合わせは様々で、中には本編中では登場しない（人間狩り専用）職業まで必要となる場合もある。攻撃力・範囲はモンスターによって異なり、サイズもまた同様。大きいほどより強力に広範囲を攻撃できるが、その分召喚できる場所が限られてしまう。さらに、召喚の際のコストも高くなるため、弱いモンスターの方が使い道に長けている場合も少なくない。素材さえ揃っていれば、何の消費もなく作ることが可能。

### トラップ開発
手持ちのトラップを改良して、新たなトラップを作り出す。後の作品と違い、作れるのは基本トラップの上位種に限られる。それぞれ3段階までの改良ができ、効果時間やダメージが伸びる一方、テリトリーも広くなるため、仕掛けられる総数は減ることになる。開発の際にはWarlが必要となる。

## 用語解説
刻命館ゼメキアとエンゼリオの国境沿いの森に建つ、魔神が封印されていると噂される館。その封印を解いた者はどんな願いも叶うと言われている。
ゼメキア王国この世界に存在する二大大国の一つで魔法王国。
エンゼリオ帝国この世界に存在する二大大国の一つで剣を信奉する。
魔導器魔神を復活させるために必要なエネルギーを秘めた物体で、剣や冠、首飾りなど様々な形態をとる。全てを魔神に奉納し人間の魂を捧げることにより、魔神を復活させることができる。また、各魔導器は邪悪な思念を抱く人々を引き寄せる力がある。
闇の力魔神と血の契約を交わした者にのみ与えられる邪悪な力で、刻命館内で侵入者を狩るためにトラップを仕掛けたり（「人間狩り」）、館自体を改築したり、狩った人間の魂を合成させモンスターを生成することができる。主人公が新しい刻命館の主となった際、使い魔アスタルテにより与えられ、魔導器を集めるにしたがい使用できる「闇の力」の範囲が広がる。
時の砂主人公に縋る商人から齎された、念じた時代まで刻を一定時間遡れるアイテム。効果維持時間は限られるが、対象となった時代の人間と対話する事も戦う事も可能。終盤に於けるある重要な秘術と、現世に存在しない魔導器の一つを手に入れる為の重要アイテムである。
Warlこの世界のお金の単位。アイテムの購入や館の増改築、トラップ開発などに使う。
人間狩りミッションクリア後に任意で選択できるゲームパート。職業を選んで侵入者をおびき寄せ、MPやWarl、素材の獲得、アイテムの補給などが行える。ただし、呼び出した職業が必ず来るとは限らない。このパートでのみ登場する職業もある。